# Poder públic

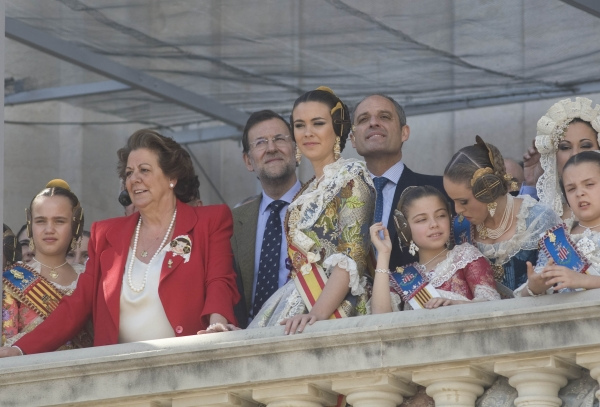
Representants dels poders públics estatal, autonòmic i d'una ciutat, acompanyats d'unes falleres

Els poders públics són el conjunt d'autoritats que dirigeixen l'administració pública d'un estat i que tenen poder per aplicar les lleis al seu territori. Els règims democràtics organitzats segons la separació de poders, per tal que no quedin tots concentrats en una mateixa persona, distingeixen, en major o menor grau, el poder legislatiu (redacta les lleis i sol contral a l'executiu, com a Espanya el Senat), el poder executiu (interpreta i posa en pràctica les lleis i crea una agenda de polítiques públiques, A Espanya i Catalunya ho fan els governs als parlaments) i el poder judicial (s'ocupa de resoldre els conflictes entre particulars o entre governs i particulars, la seva independència és primordial per a la imparcialitat, que és el que li dona la autoritat; sol ser el conjunt de jutges, magistrats i tribunals judicials).
En el sentit abstracte de l'expressió, s'entén poder com la facultat de manar i ser obeït, i públic com activitat de l'estat. En ciències polítiques designa el conjunt de poders de l'Estat, especialment a la seva dimensió coactiva o, en termes de Max Weber, el monopoli de la violència.
En un sentit material de l'expressió, és el conjunt d'òrgans i institucions de l'estat. Constitueix una capacitat que posseeixen els tres poders de l'estat per a exercir, mitjançant la coacció, les accions i les comeses que els són conferits per la constitució o llei fonamental d'un estat.

## Història

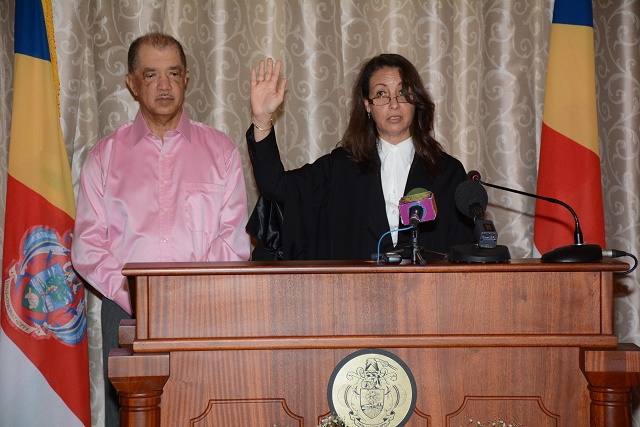
La cap de justícia del tribunal suprem i el president de la república de les Seychelles

Segons un codi de dret canònic mallorquí del segle xviii, al poder públic li corresponia d'emparar i defensar les llibertats dels ciutadans. A finals del segle xviii, l'estat de dret sotmetia als poders públics al dret.
A partir del segle xix apareixen estats democràtics que en principi tenien per objectiu l'autogovern dels ciutadans, i també apareixen altres formes d'autogovern, com les proposades pels anarquistes. L'estat de dret proposa la separació dels tres poders i cerca garantir els drets i llibertats dels ciutadans mitjançant els principis de constitucionalitat i legalitat. A finals de segle apareix el principi democràtic que diu que la legitimitat del poder públic es fonamenta en la voluntat del poble i que aquest ha de participar de manera directa o indirecta a les decisions públiques. Els principals actors, o persones implicades o no que a la pràctica poden actuar o intervenir a les decisions, són els partits polítics, representants professionals als quals els ciutadans poden votar una vegada cada quatre, cinc o sis anys. La democràcia directa es pot fer, teòricament, a partir de referèndums i iniciatives legislatives populars (mínim mig milió de signatures i únicament sobre certes matèries).
Al segle xx, l'estat social o estat del benestar promociona unes garanties de vida mínimes, gràcies a l'acció de moviments ciutadans i d'altres grups de pressió. Se separa l'estat de la societat i s'estableixen drets com a límits a l'actuació de poders públics, però hi continua havent la mateixa democràcia representativa professional. Al segle xxi, els nous nous moviments socials demanen més democràcia, autonomia i autogovern, entre altres coses, mentre els poders públics "desconnecten" del que els demana la societat i dels problemes públics.

## Unió Europea
A la Unió Europea els poders se separen de manera horitzontal (entre els òrgans centrals de cada Estat) i vertical (distribució territorial de poder entre Estats, regions i municipis).
La funció legislativa correspon a les Corts Generals, l'executiva al govern i la judicial a jutges i magistrats. A Espanya també hi ha altres poders públics, com la corona o el Tribunal Constitucional.